# Srdiška
Srdiška (lat. Trinia), biljni rod trajnica iz porodice štitarki raširen od  Europe do zapadnog Sibira, Srednje Azije i Kavkaza na istok. 
Nas popisu je 14 vrsta od kojih jedna i u Hrvatskoj, modrozelena srdiška, Trinia glauca.

## Vrste
1. Trinia biebersteinii Fedor.; krimski endem
2. Trinia castroviejoi Gómez Nav., Roselló, E.Laguna, P.P.Ferrer, Peris, A.Guillén, A.Valdés & Sanchis; španjolski endem
3. Trinia crithmifolia (Willd.) H.Wolff; Engl.; krimski endem
4. Trinia dalechampii (Ten.) Janch.
5. Trinia dufourii DC.; španjolski endem
6. Trinia frigida (Boiss. & Heldr.) Drude
7. Trinia glauca (L.) Dumort.
8. Trinia guicciardii (Boiss. & Heldr.) Drude; grčki endem
9. Trinia hispida Hoffm.
10. Trinia kitaibelii M.Bieb.
11. Trinia leiogona (C.A.Mey.) B.Fedtsch.
12. Trinia multicaulis (Poir.) Schischk.
13. Trinia muricata Godet
14. Trinia scabra Boiss. & Noë; turski endem